# Чемпионат мира по лёгкой атлетике 2017 — бег на 100 метров (мужчины)
Соревнования в беге на 100 метров у мужчин на чемпионате мира по лёгкой атлетике 2017 года прошли на Олимпийском стадионе Лондона 4 и 5 августа.
Чемпионом мира стал представитель США Джастин Гэтлин. Пробежав дистанцию за 9,92 секунд, он установил мировой рекорд среди атлетов, возраст которых составляет не менее 35 лет.
Вторым к финишу пришёл американец Кристиан Коулман, отстав от победителя на две сотых секунды. Замкнул тройку призёров чемпион мира 2015 года на этой дистанции ямаец Усэйн Болт.

## Призёры
| Золото  | Джастин Гэтлин (USA)   |
| Серебро | Кристиан Коулман (USA) |
| Бронза  | Усэйн Болт (JAM)       |

## Результаты

### Полуфиналы
3 полуфинальных забега прошли 5 августа. В финал прошли по два участника из каждого забега с лучшим временем (Q), а также двое самых быстрых из всех забегов (q).
| Забег        | 1     | 2     | 3     |
| ------------ | ----- | ----- | ----- |
| Время старта | 19:05 | 19:12 | 19:20 |
| Ветер, м/с   | −0,5  | −0,2  | +0,4  |
| Фотофиниш    |       |       |       |

### Финал
Финальный забег состоялся 5 августа.
| Время старта | 21:46 |
| Ветер, м/с   | −0,8  |
| Фотофиниш    |       |

| Место | Дорожка | Имя              | Гражданство    | Время | Примечания |
| ----- | ------- | ---------------- | -------------- | ----- | ---------- |
| 1     | 8       | Джастин Гэтлин   | США            | 9,92  | WMR, SB    |
| 2     | 5       | Кристиан Коулман | США            | 9,94  |            |
| 3     | 4       | Усэйн Болт       | Ямайка         | 9,95  | SB         |
| 4     | 7       | Йохан Блейк      | Ямайка         | 9,99  |            |
| 5     | 6       | Акани Симбайн    | ЮАР            | 10,01 |            |
| 6     | 3       | Джимми Вико      | Франция        | 10,08 |            |
| 7     | 9       | Рис Прескод      | Великобритания | 10,17 |            |
| 8     | 2       | Су Бинтянь       | Китай          | 10,27 |            |